# سكوت ووكر (ملاكم)
سكوت ووكر (بالإنجليزية: Scott Walker)‏ (30 أكتوبر 1969 بميسا في الولايات المتحدة - 31 يناير 2004 بأباتشي جنكشن في الولايات المتحدة) هو ملاكم أمريكي.

## إحصائيات
خاض خلال مسيرته 33 نزالا، فاز في 25 وتعادل في 1 وخسر في 7. فاز بالضربة القاضية في 13 نزالا.

## روابط خارجية
- سكوت ووكر على موقع بوكس ريك (الإنجليزية) (registration required)